# John D. Rockefeller ml.
John Davison Rockefeller ml. (Cleveland, Ohio, 29. siječnja 1874. – Tucson, Arizona, 11. svibnja 1960.), američki poduzetnik i filantrop, pripadnik moćne i bogate obitelji Rockefeller. Bio je starješina obitelji od 1937. godine do smrti.

## Životopis
Bio je jedini sin u obitelji Johna D. Rockefellera (1839. – 1937.) i Laure C. Spelman. Odrastao je u Clevelandu, u Ohiju, zajedno s tri sestre: Alta, Bessie i Edith. Po završetku studija na sveučilištu Brown, 1897. godine, pridružio se ocu u upravljanju kompanijom Standard Oil, no nikada nije u potpunosti preuzeo upravljanje, već se usmjerio na filantropiju. Poslije radničkih nemira koji su ugušeni masakrom u Ludlowu, u travnju 1914. godine, John D. ml. se okrenuo humanitarnom radu.
Tijekom Drugog svjetskog rata (1939. – 1945.) organizirao je humanitarnu pomoć američkim vojnicima i njihovm obiteljima. Poslije završetka rata darovao je Ujedinjenim narodima zemljište za izgradnju njihova sjedišta, čime je vezao njihovo sjedište s SAD-om. Godine 1958. donirao je 5 milijuna dolara Lincolnovom centru za primijenjene umjetnosti u New Yorku. Izgradio je i znameniti Rockefeller centar u New Yorku.

## Obitelj
Godine 1901. oženio se s Abby Greene Aldrich (1874. – 1948.), kćerkom američkog senatora Nelsona W. Aldricha, s kojom je imao šestero djece:
1. Abby (1903. – 1976.)
2. John D. III. (1906. – 1978.)
3. Nelson A. (1908. – 1979.)
4. Laurence S. (1910. – 2004.)
5. Winthrop (1912. – 1973.)
6. David (1915. – 2017.)

Godine 1948. umrla je Johnova supruga Abby od upale pluća te se John D. ml. 1951. godine ponovno oženio s Marthom Baird, s kojom nije imao djece.